# Colossendeis australis
Colossendeis australis is een zeespin uit de familie Colossendeidae. De soort behoort tot het geslacht Colossendeis. De zeespin komt voor in de wateren rondom Antarctica en zuidelijke eilandgroepen zoals de Zuidelijke Shetlandeilanden, Falklandeilanden en Zuid-Georgia. De spin leeft in wateren van meer dan 15 meter diep. De spin kan 25 centimeter groot worden en bezit relatief korte voorpoten. De proboscis is juist groot.
Colossendeis australis werd in 1907 voor het eerst wetenschappelijk beschreven door T.V. Hodgson. 